# Ängsjön (Kättilstads socken, Östergötland)
Ängsjön är en sjö i Kinda kommun i Östergötland och ingår i Motala ströms huvudavrinningsområde. Sjön har en area på 0,0502 kvadratkilometer och ligger 121,9 meter över havet.

## Delavrinningsområde
Ängsjön ingår i det delavrinningsområde (644793-150174) som SMHI kallar för Utloppet av Åländern. Medelhöjden är 123 meter över havet och ytan är 45,54 kvadratkilometer. Det finns ett avrinningsområde uppströms, och räknas det in blir den ackumulerade arean 57,4 kvadratkilometer. Vattendraget som avvattnar avrinningsområdet har biflödesordning 3, vilket innebär att vattnet flödar genom totalt 3 vattendrag innan det når havet efter 135 kilometer. Avrinningsområdet består mestadels av skog (65 procent) och jordbruk (10 procent). Avrinningsområdet har 8 kvadratkilometer vattenytor vilket ger det en sjöprocent på 17,6 procent.